# Partió de mí un barco llevándome
Partió de mí un barco llevándome es una película documental argentina-surcoreana de 2023 dirigida por Cecilia Kang. Narra la historia de Melanie, una joven argentina aspirante a actriz de origen coreano que debe componer un personaje desafiante que está atravesado por su cultura. La película se estrenó mundialmente el 7 de noviembre de 2023 durante el Festival Internacional de Cine de Mar del Plata, mientras que su estreno limitado fue el 4 de julio de 2024 en salas selectas de cine de Argentina.

## Sinopsis
Sigue la vida de Melanie, una estudiante de actuación que es descendiente de inmigrantes coreanos y se presenta a un casting, donde debe interpretar un monólogo relacionado al testimonio de una esclava sexual japonesa, conocida como Comfort Women durante la Segunda Guerra Mundial, por lo que inicia una búsqueda de su propia historia familiar pasada y sumergirse en sus raíces.

## Reparto
- Melanie Chong
- Hae Kyung Jeon
- Alex Chong
- Eunice Cho
- Mora Lestingi
- Julio Chávez

## Recepción

### Comentarios de la crítica
La película recibió reseñas favorables por parte de la prensa. Juan Pablo Cinelli de Página 12 señaló que «Kang maximiza cada uno de los recursos que utiliza para darle forma al relato de Partió de mí un barco llevándome, para exponer esas fuerzas en tensión que habitan no solo dentro de los migrantes, sino que se extienden hacia arriba por las ramas genealógicas con la fuerza de la sangre». Roger Koza de La Voz del Interior destacó que la película presenta «una escena discretamente gloriosa en la que una posición corporal desdice la hipótesis de la oración precedente» y elogió la actuación de Chong, quien logra «frente a cámara [...] un pequeño milagro dramático» y su escena con Chávez «es otro momento prodigioso».

### Premios y nominaciones
| Festival de Cine/Premio                         | Fecha del evento             | Categoría                                  | Receptor                         | Resultado | Ref.        |
| ----------------------------------------------- | ---------------------------- | ------------------------------------------ | -------------------------------- | --------- | ----------- |
| Festival Internacional de Cine de Mar del Plata | 2 al 12 de noviembre de 2023 | Mejor largometraje                         | Partió de mí un barco llevándome | Nominado  | [ 7 ]       |
| Festival Internacional de Cine de Mar del Plata | 2 al 12 de noviembre de 2023 | Premio Astor Piazzolla especial del jurado | Partió de mí un barco llevándome | Ganador   | [ 7 ]       |
| Festival Internacional de Cine de Mar del Plata | 2 al 12 de noviembre de 2023 | Premio del público                         | Partió de mí un barco llevándome | Ganador   | [ 7 ]       |
| Festival Internacional de Cine de Mar del Plata | 2 al 12 de noviembre de 2023 | Premio ADN a mejor documental argentino    | Partió de mí un barco llevándome | Ganador   | [ 7 ]       |
| Festival Internacional de Cine de Mar del Plata | 2 al 12 de noviembre de 2023 | Premio SIGNIS a mejor película             | Partió de mí un barco llevándome | Ganador   | [ 7 ]       |
| Festival Internacional de Cine de Mar del Plata | 2 al 12 de noviembre de 2023 | Mejor edición                              | Geraldina Rodríguez              | Nominada  | [ 7 ]       |
| Premios Sur                                     | 23 de julio de 2025          | Mejor película documental                  | Partió de mí un barco llevándome | Ganador   | [ 8 ] [ 9 ] |
| Premios Sur                                     | 23 de julio de 2025          | Mejor actriz revelación                    | Melanie Chong                    | Nominada  | [ 8 ] [ 9 ] |